# Metallura phoebe
Metallura phoebe là một loài chim trong họ Trochilidae.